# 레일건

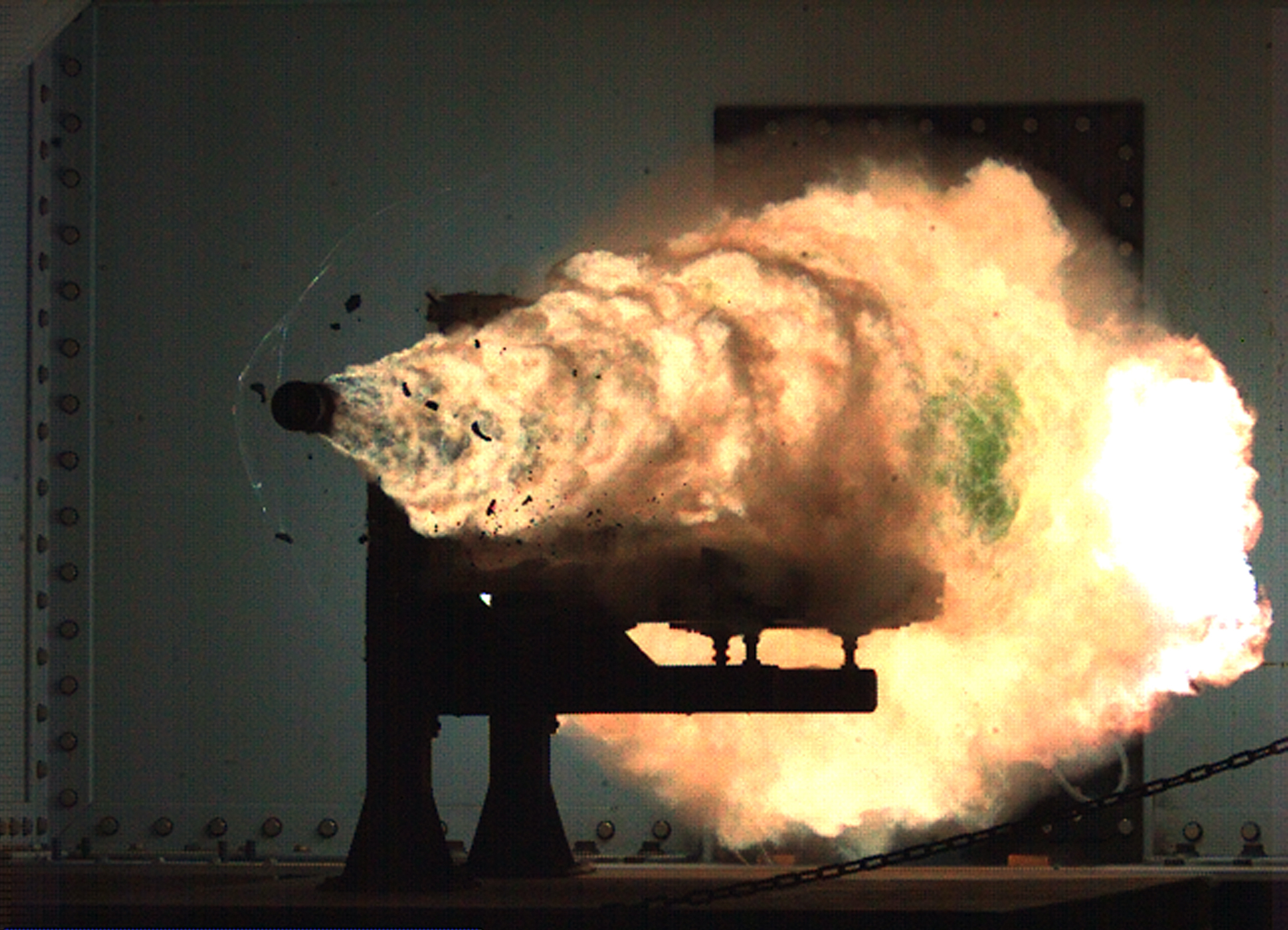
초고속카메라로 촬영된 레일건 시험 발사 장면, 2008년 미 해군특수전사령부

레일건(영어: railgun) 또는 전자기 레일건(electromagnetic railgun) 혹은 전자기 발사기(electromagnetic launcher)는 전자기 유도를 이용하여 물체를 가속하여 발사하는 장치이다. '꿈의 무기’로 불리는 레일건(Rail Gun)은 화약을 사용하지 않고 2개 레일 사이의 전자력을 이용해 탄환(발사체)을 음속보다 7배 빠르게 발사하는 첨단 무기다. 미 해군과 국방부가 13억달러(1조5300억원) 이상의 예산을 들여 10년 넘게 개발해온 레일건은 원거리 적 함정 타격뿐만 아니라 중국과 러시아의 미사일까지 요격할 수 있을 것으로 예상된다.

## 원리

레일건의 개략도

이 장치는 전위차가 있는 두 개의 전기 전도체 재질의 레일 사이에 전류를 흐르게 하고 그 사이에 전기 전도체를 탄체로 끼워 자기장의 상호 작용에 의해 탄체를 가속하여 발사하는 것이다. 탄체를 가속해서 발사하는 힘은 레일과 이동 중인 탄체의 접점 부근에 발생한다. 전기 회로를 형성하기 위해서는 레일에 탄체의 일부가 접촉되어 있어야 하는데 이로 인해서 이동시 마찰열이 발생한다. 또한 마찰이 일어나는 전기 접점에서 약간의 전기 저항이라도 생기면 투입되는 대전류를 위해 큰 줄열이 발생하고 이 전기 전도체 등의 일부가 증발 · 플라즈마 화하는 문제도 있다. 탄체와 레일의 접촉이 증발하고 접점이 두절되면 전기 회로 장치에 전류가 흐르지 않고 탄체가 발사 장치에 남겨진다. 또한, 유체 성질을 가지는 플라즈마가 전기 전도체로서 로렌츠 힘이 작용하지만, 이 플라즈마가 증발 해버리면, 총알도 역시 버려진다. 탄체 자체는 반드시 전기 전도체일 필요는 없고, 이 탄체의 진행 방향에서 볼 때 뒤쪽에 얇은 금속막을 붙인 양식도 있다.
이 원리는 1920년대에 처음으로 알려진 이후 공상 과학 관련이나 게임 등의 작품에 자주 등장하고 있다. 퀘이크 시리즈나 메탈기어 솔리드 시리즈 등 여러 게임에서 순간적인 탄속과 높은 관통력을 가진 강력한 무기로 묘사된다.

## 성능

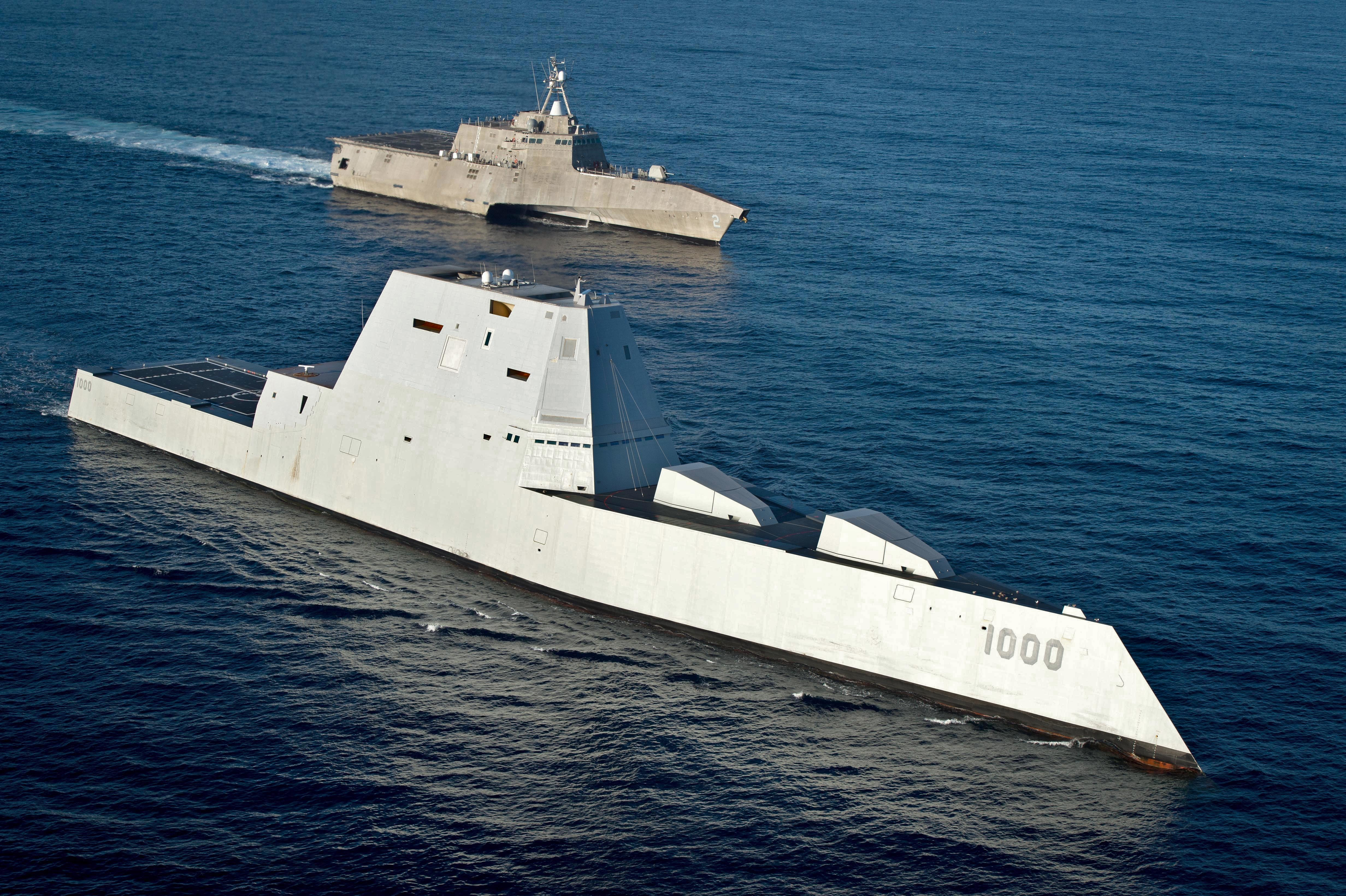
줌월트급 구축함

레일건 탄환의 속력은 1분에 160km로 음속의 8배 이상으로 날아가며 그 위력은 32메가줄에 달한다. 레일건은 소형 발전소와 대용량 콘덴서 시스템을 통해 만들어지는 25MW의 전기 힘으로 발사된다. 이는 1만8750가구가 소비하는 전력량과 맞먹는다. 이를 이용해 레일건은 25파운드(약 11.3kg) 무게의 텅스텐 탄환을 시속 4500마일(약 7242km) 속도로 날려 원거리 표적을 정확하게 타격할 수 있다. 각종 항공기와 함정은 물론, 무인기나 미사일도 요격이 가능하다. 레일건의 가장 돋보이는 특징은 발사 속도가 빠르다는 점이다. 기존 대포보다 분당 10배 빠르게 발사할 수 있다. 세종대왕함의 5인치 함포의 분당 발사속도는 20발이다.
최대 사거리 350km 유효 사거리도 200km에 이른다. 미 해군이 운영하는 6인치(약 152mm) 함포의 사거리가 15마일(약 24km)에 불과하다는 사실을 감안하면 엄청난 성능이다. 초속 1km가 넘는 탄환의 운동에너지 덕에 파괴력도 엄청나며 아직 그것을 막을 수 있는 대응체가 거의 없다. 당초 레일건은 발사하는 데 필요한 전력 수급에 어려움이 있어 실전 배치에 적합하지 않은 무기로 평가되었지만, 이를 공급할 수 있는 군함 줌월트급 구축함이 건조되면서 개발에 속도가 붙게 됐다.

## 실전 배치 계획
레일건이 우선적으로 장착될 함정은 줌월트급 구축함이다. 줌월트급 구축함의 가스 터빈 발전기는 웬만한 중형 도시 공급량과 맞먹는 78MW 전력을 생산할 수 있어 레일건 운용에 아무 문제가 없다. 미국은 중국의 군사력 강화에 대응하고자 세계 최강의 이 구축함 3척을 아시아·태평양 지역에 배치할 계획이다. 10월 취역할 1번함 줌월트 호(DDG-1000)는 현재 미국 동해안에서 시험 항해 과정에 있으며, 아태 지역을 담당하는 해군 기지인 캘리포니아주 샌디에이고에 모항을 둘 예정이다.
미 국방부와 해군은 지난 10여년간 13억 달러(약 1조5000억 원)를 투입해 레일건을 개발했다. 미국 해군연구청(ONR)은 5월 27일 버지니아주 달그런의 지상 화력 시험장에서 레일건의 첫 발사 시험 성공 장면을 공개했다. 미 해군은 2018년까지 모든 시험을 완료하고 레일건을 구축함에 장착해 실전배치할 계획이다. 기존 구축함에 장착되는 미사일 수는 통상 방어용과 공격용을 합쳐 96발 내외인 반면 레일건을 탑재한 구축함은 1,000발이 넘는 포탄을 장착할 수 있어 날아오는 적 미사일을 요격할 수 있을 뿐 아니라 기존보다 훨씬 빠른 속도로 오랫동안 공격을 지속할 수 있다.
미군은 또한 각개 병사가 사용할 수 있는 소총형 레일건도 개발 중에 있다. ‘스타워즈’가 현실화 될 전망이다. 레일건 표적 또한 다양하다. 원거리에 있는 적 함정을 타격하고, 하늘을 나는 적기 또한 표적이 된다. 미사일보다 빠른 속도는 적의 미사일 공격을 요격으로 무력화시킬 수도 있다. 지상의 장갑차나 탱크, 각종 대포 등은 물론 소규모 병력이 주둔하고 있는 막사와 벙커 등도 모두 미해군 레일건의 목표물이 된다.
레일건의 가격은 25000달러 정도로 예상된다. 미국은 국방 예산이 대폭 삭감돼 함정과 지상군 병력이 줄어드는 국면이었다. 국방부로서는 고민이 적지 않았던 때에, 레일건은 저렴한 비용에 대량으로 적의 함대와 항공기, 미사일까지도 요격할 수 있어 바로 미국의 이런 고민들을 덜어줄 수 있을 것으로 보인다.
한편 대한민국도 2020년대 중반까지 레일건 기술 개발을 끝내기 위해 노력 중이다. ADD(국방과학연구소)의 실험 영상을 보면 음속의 몇 배 속도로 탄을 쏘는데 성공했으며
구경을 늘리기 위해 연구 중이다.
일본도 레일건 독자 개발에 착수하여 개발이 끝나면 대지,대공,대함 모두에 활용하여 미사일 방위의 핵심적인 역할로써 레일건을 사용하겠다는 의사를 내비쳤다.

## 같이 보기
- 열차포
- 코일건